# Hannah Wall
Hannah Wall (* 3. Mai 1991 in Wellington) ist eine neuseeländische Fußballspielerin.

## Karriere

### Vereine
Wall spielte in ihrer Jugend und bis zum Alter von 20 Jahren für den in Three Kings, einem Vorort von Auckland, ansässigen Three Kings United FC Fußball. Im Seniorinnenbereich spielte sie für den in Auckland ansässigen Fencibles United AFC.

### Nationalmannschaft
Wall debütierte als Nationalspielerin für den NZF in der U17-Nationalmannschaft. Mit dieser Mannschaft nahm sie auch an der im eigenen Land erstmals ausgetragenen Weltmeisterschaft 2008 für diese Altersklasse teil. In der Gruppe A wurde sie in allen drei Spielen eingesetzt; als Gruppendritter wurde die Finalrunde verpasst und das Turnier war für sie und ihre Mannschaft vorzeitig beendet. 
Noch im selben Jahr nahm sie mit der U20-Nationalmannschaft an der Weltmeisterschaft 2008 in Chile teil und wurde in allen drei Spielen der Gruppe A (1 S, 1 U, 1 N) berücksichtigt. Als Gruppendritter wurde das Viertelfinale verpasst und das Turnier somit vorzeitig beendet. Bei der Weltmeisterschaft 2010 in Deutschland kam sie erneut in allen drei Spielen der Gruppe B zum Einsatz, schied mit ihrer Mannschaft mit drei Niederlagen als Gruppenletzter aus dem Turnier abermals vorzeitig aus.
Ihr Debüt in der A-Nationalmannschaft erfolgte mit der Teilnahme dieser am Vier-Nationen-Turnier 2009 in Guangzhou. Zum Auftakt am 10. Januar gegen die Nationalmannschaft Chinas war sie mit ihrer Mannschaft mit 0:6 unterlegen. Im zweiten Spiel unterlag sie mit ihrer Mannschaft der Nationalmannschaft Südkoreas, erzielte jedoch mit ihren beiden Toren ihre ersten Länderspieltore. Auch das dritte Spiel gegen die Nationalmannschaft Finnlands wurde mit 0:2 verloren.
Am 17. und 20. Februar 2010 war sie mit ihrer Mannschaft der Nationalmannschaft Australiens zweimal mit 0:3 in Auckland unterlegen. Vom 24. Februar bis zum 3. März 2010 nahm sie mit ihrer Mannschaft am Turnier um den Zypern-Cup 2010 teil. Sie wurde in allen drei Spielen der Gruppe A eingesetzt und trug somit zum Gruppensieg bei, gleichbedeutend mit dem Einzug ins Finale. In diesem wirkte sie bei der 0:1-Niederlage gegen die Nationalmannschaft Kanadas am 3. März in Larnaka ebenfalls mit. Im Folgejahr bestritt sie einzig das erste Spiel der Gruppe B des Turniers, das gegen die Nationalmannschaft der Niederlande mit 1:4 verloren wurde. Ihren letzten Einsatz für den NZF hatte sie am 12. Mai 2011 in Gosford bei der 0:3-Niederlage im Freundschaftsspiel gegen die Nationalmannschaft Australiens.

## Erfolge
- Zypern-Cup-Finalist 2010